# Spermophaga
Spermophaga  (blauwsnavels) is een geslacht van zangvogels uit de familie prachtvinken (Estrildidae).

## Soorten
Het geslacht kent de volgende soorten:
- Spermophaga haematina  – Roodborstblauwsnavel
- Spermophaga poliogenys  – Grijswangblauwsnavel
- Spermophaga ruficapilla  – Roodkopblauwsnavel